# Петровские казармы (Таганрог)
Петровские казармы — памятник зодчества конца XVIII века, сохранившаяся до наших дней в Таганроге часть «общевойсковой ячейки» Троицкой крепости. Памятник архитектуры федерального значения, входит в число объектов культурного наследия Российской Федерации под кодом 6110056002 и наименованием «Войсковая ячейка».

## История
7 декабря 1803 года в Таганрог был переведён батальон гарнизона из крепости св. Дмитрия Ростовского (будущий Ростов-на-Дону). Для образования здесь Таганрогского двухбатальонного полка началось строительство новых казарм. Планировалось построить  десять «образцовых» войсковых ячеек, каждая из которых состояла бы из солдатской казармы, офицерского зала, кухни, порохового погреба, нужника и колодца. Размещались ячейки по периметру 51,3 х 68,4 метра и обносились забором из ракушечника высотой до двух метров.
12.11.1806 г. в бывшей крепости от подрядчика Николаева были приняты семь казарм с кухнями, лазарет, дом для коменданта и дома для офицеров штаба (12 штаб-офицерских связей). Всего в бывшей крепости были сданы постройки для войск на сумму 261.577 рублей. На чертеже «Планы, фасады и прорези каменным строениям, выстроенным в таганрогской крепости на один гарнизонный двухбатальонный полк», составленном инженер-капитаном Росинским 16.03.1804 г., показана существующая каменная солдатская казарма.
«В том же 1832 г., в виду постройки в Таганроге набережной, для сокращения расходов на этот предмет (строительство набережной по распоряжению новороссийскаго генерал-губернатора была сформирована в Таганроге арестантская полурота в 90 человек, на содержание которой отпускались средства из 10% таможеннаго сбора в пользу города Высочайше дарованнаго. Для помещения ея была приспособлена одна из казарм упраздненной крепости. Переименованная впоследствии в «исправительное арестантское отделение», она существовала до 1893 года, в котором была упразднена» (из книги П. П. Филевского «История города Таганрога»).
До наших дней сохранилась только одна «образцовая» ячейка. Её первоначальная планировка несколько изменена в результате последующих ремонтов. Стены казармы выполнены из кирпича, кладка толщиной в 2,5 кирпича. По фасаду казармы пасположены 16 прямоугольных окон. Крыша двускатная. Все окна изнутри раньше имели решетки, но старый оконный переплет и первоначальная решетка сохранились только на одном окне в торце здания по переулку Полуротному.
В 1910-е годы в здании сохранившейся казармы размещался исправительный приют. В 1920-е годы в казарме и доме по Крепостному переулку, 23 размещалась колония малолетних преступников. В 1923 году строения ячейки были национализированы, а в 1937 году переданы домоуправлению № 7 под жилые помещения.

## Музей
На 1998 год здания казармы принадлежали Таганрогскому историко-архитектурному заповеднику и казакам, где после планируемой реставрации предполагалось создание музея «Казармы Троицкой крепости». В состав музейного комплекса после реставрации должны были войти солдатская казарма, офицерский дом, кухня, пороховой погреб и колодец.
В 2007 году в администрации города обсуждалась идея создания в помещениях Войсковых ячеек «Музея Морской славы». Но от этой идеи отказались, поскольку она «не нашла поддержки в Министерстве культуры Ростовской области».
В январе 2012 года муниципалитет Таганрога решил создать музейно-досуговый центр «Петровские казармы» и объединить его с будущим музеем Фаины Раневской и мемориальной комнатой Александра I. Именоваться этот странный симбиоз будет как «Таганрогский музейный комплекс». В 2012 году на проектно-сметную документацию для реставрации музейного комплекса было запланировано пять миллионов рублей, ещё четыре миллиона — на экспозицию и оборудование.